# Вівчарик золотомушковий
Вівчарик золотомушковий (Phylloscopus proregulus) — вид горобцеподібних птахів родини вівчарикових (Phylloscopidae).

## Поширення
Гніздовий ареал виду знаходиться на північному сході Азії. Поширений на півдні Сибіру, Алтайських горах, Далекому Сході Росії, на Сахаліні, в Монголії, на північному сході Китаю і, можливо, в Північній Кореї. Гніздиться в хвойних або змішаних лісах. На зимівлю мігрує на підень Китаю та північні частини В'єтнаму, Лаосу і Таїланду.
В Україні рідкісний залітний птах. Спостерігався на острові Зміїний.

## Опис
Дрібний птах, завдовжки 9-12 см, розмахом крил близько 17 см, вагою 5-7 г. Верхня частина тіла оливково-зелена, лише поперек жовтий. На крилі дві жовті смужки, на третьорядних махових яскраві жовті або білі облямівки. Голова темно-оливкова з поздовжньою жовтою смугою на тім'ї; над оком чітка жовта «брова». Низ сірувато-білий, з жовтим відтінком на череві і підхвісті. Дзьоб та ноги темно-коричневі.

## Спосіб життя
Тримається кронової частини дерев, де шукає поживу. Полює на дрібних комах. Гніздиться з червня по липень. Гніздо будує самка в хвойному дереві, зазвичай поруч із стовбуром на висоті 0,5–10 метрів над землею. Самиця відкладає і насиджує чотири-шість синьо-сірих плямистих яєць. Інкубація триває 12-13 днів. Через 12-14 днів після вилуплення пташенята залишають гніздо.